# Harland Tucker
Harland Tucker (8 de dezembro de 1893 - 22 de março de 1949) foi um ator de teatro e cinema estadunidense que começou sua atuação no teatro, e posteriormente na era do cinema mudo, alcançando a era sonora, aparecendo em 48 filmes entre 1918 e 1949.

## Biografia
Iniciou sua atuação no teatro, estreando na Broadway na peça Under Fire, em 1915, e desde então teve extenso currículo teatral na Broadway, atuando em várias peças até 1935.
Seu primeiro filme foi a comédia Sauce for the Goose, em 1918, para a Select Pictures Corporation. Em 1919, pela Goldwyn Pictures, atuou em The Loves of Letty, e em 1920 pela Universal Pictures, no seriado The Dragon's Net, creditado como Harlan Tucker. Posteriormente atuou pela Columbia Pictures, entre outras companhias. Sempre em papéis secundários, a partir da era do cinema falado muitas vezes atuou em papéis não-creditados. Seu último filme foi Dear Wife, lançado em 15 de novembro de 1949, alguns meses após seu falecimento, num pequeno papel não-creditado.

## Vida pessoal e morte

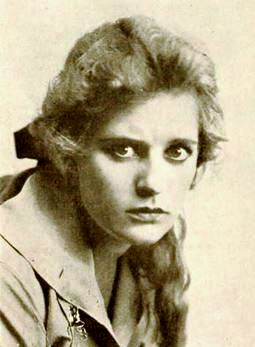
Marie Walcamp, atriz que foi esposa de Tucker de 1920 até a morte dela por suicídio, em 1936.

Foi casado com a atriz Marie Walcamp, de 1920 até a morte da atriz, em 17 de novembro de 1936, e não tiveram filhos. Após o suicídio da esposa Marie, Tucker não voltou a se casar.
Tucker morreu em 22 de março de 1949, aos 55 anos, de infarto agudo do miocárdio, e está sepultado no Forest Lawn Park Cemetery, em Glendale.

## Filmografia parcial
- Sauce for the Goose (1918)
- The Loves of Letty (1919)
- The Dragon's Net (1920)
- The Swamp (1921)
- Shameful Behavior? (1926)
- Stolen Pleasures (1927)
- The Phantom Broadcast (1933)
- The Final Hour (1936)
- Kid Galahad (1937)
- Racing Lady (1937)
- The Patient in Room 18 (1938)
- Road to Happiness (1941)
- Roar of the Press (1941)[7]
- Pot o’Gold (1941)[8]
- Magnificent Doll (1946)
- Desert Fury (1947)
- The Fabulous Texan(1947)
- My Favorite Brunette (1947)[9]
- You Gotta Stay Happy (1948)
- Beyond Glory (1948)
- A Foreign Affair (1948)
- Dear Wife (1949)

## Peças
- Under Fire (1915)
- Indiscretion (1929)
- Made in France (1930)
- Rebound (1931, Lakewood Theater, Maine)[10]
- The Thirteenth Chair (1931, Lakewood Theater, Maine) [10]
- Love’Em and Leave’Em (1931, Lakewood Theater, Maine) [10]
- Just to Remind You (1931, Lakewood Theater, Maine) [10]
- So This Is London (1931, Lakewood Theater, Maine) [10]
- The Inside Story (1932)
- Move On, Sister (1933)
- The First Legion (1934)
- It This Be Treason (1935)